# Collecorvino
Collecorvino es un municipio situado en el territorio de la Provincia de Pescara, en Abruzos (Italia).

## Demografía
| Gráfica de evolución demográfica de Collecorvino entre 1861 y 2001 |
|                                                                    |
| fuente ISTAT - elaboración gráfica a cargo de Wikipedia            |